# Hov (Färöer)

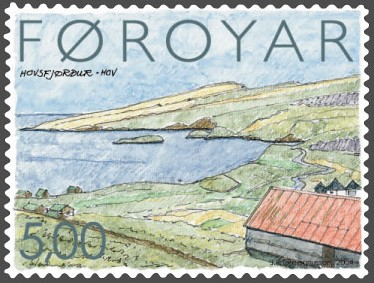
Blick von Hov auf den Hovsfjørður. Briefmarke von 2004

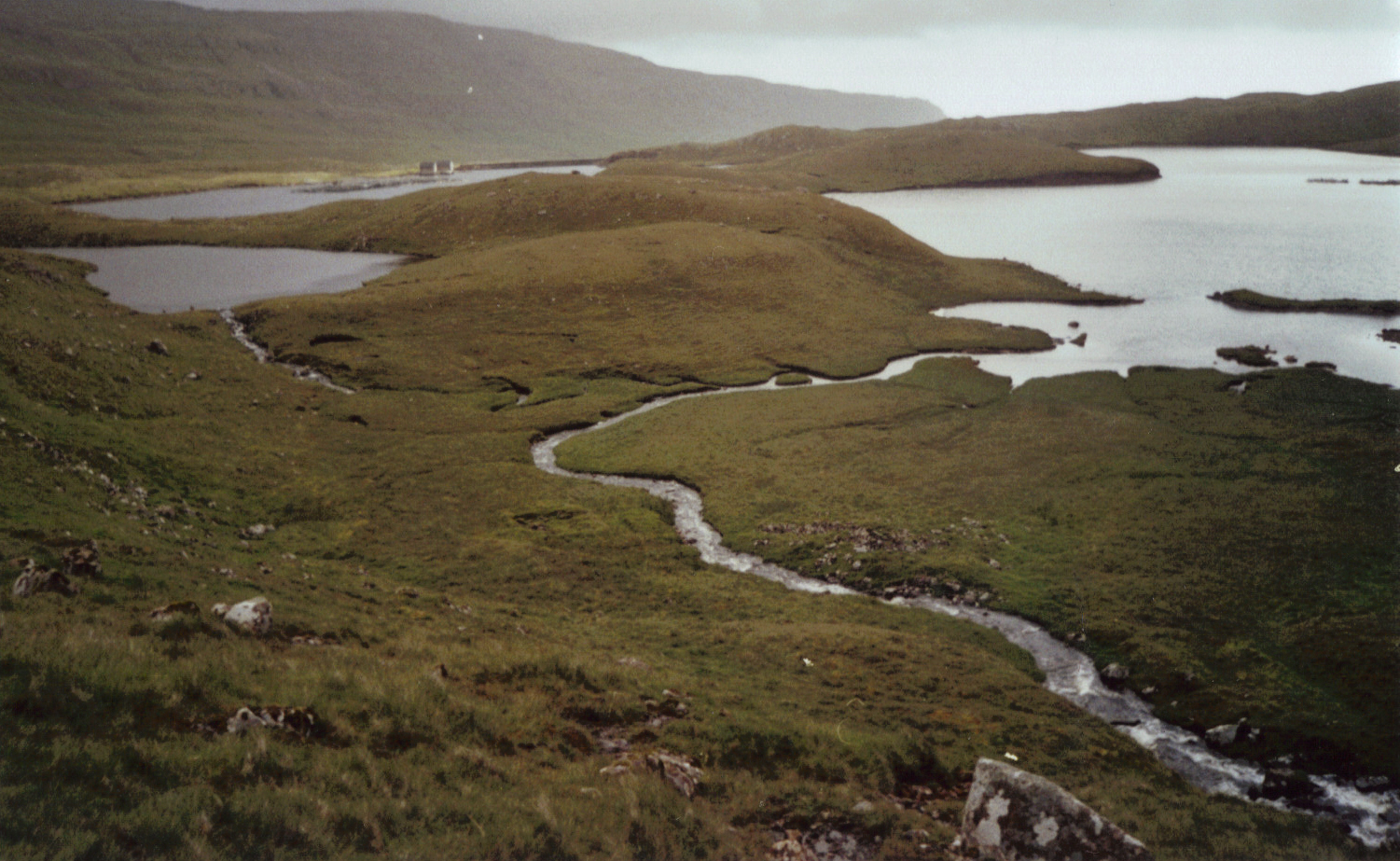
Blick vom Berg Ravnaskarð zum Tal „Ergidalur“. In der Bildmitte erkennt man links vom Fluss das viereckige Gebäude aus der Wikingerzeit.

Hov [ˈhoː] (dänische Bezeichnung: Hove) ist ein Ort der Färöer auf der südlichsten Insel Suðuroy.
- Einwohner: 125  (1. Januar 2007)
- Postleitzahl: FO-960
- Kommune: Hovs kommuna

Die Kommune Hov ist identisch mit dem Ort. Es liegt nahezu in der Mitte an der Ostküste Suðuroys am Fjord Hovsfjørður, in dem sich auch der 1,7 Hektar große, unbewohnte Hovshólmur befindet, einer der elf Holme der Färöer.
Hov wird bereits in der Färingersaga erwähnt, eine Besiedlung seit der Wikingerzeit ist daher belegt. Es war damals eines der Hauptorte des Archipels und Residenz des Häuptlings Havgrímur. Die jetzige Kirche stammt von 1862 und stand ursprünglich in Vágur. 1942 wurde sie dort abgebaut, hierher geschafft und wieder genauso aufgebaut.

Etwa 3 km westlich von Hov lohnt das Tal „Ergidalur“ mit zwei Sehenswürdigkeiten einen Besuch: Unweit des Wasserfalls „Ergifossur“ wurden hier am Fluss die Reste eines Gebäudes aus der Wikingerzeit freigelegt, das 5,3 m lang und 3,5 m breit ist. Die Wände sind bis zu 1,5 m dick. Im Gegensatz zu den meisten auf den Färöer entdeckten Häusern aus der Wikingerzeit ist seine Form jedoch nicht oval, sondern eckig. 